# Дамаскин (Мансур)
Митрополи́т Дамаски́н (араб. المتروبوليت دمسكينوس‎, в миру Самих Юсеф Мансур, фр. Samih Youssef Mansour; род. 1949, Дамаск) — епископ Антиохийской православной церкви, митрополит Сан-Паульский, ипертим и экзарх Бразилии.

## Биография
Начальное образование получи в школе святого Иоанна в родном городе. Между 1960 и 1975 годами жил в Ливане, где с 1960 по 1970 год учился в школе при Баламандском монастыре, в 1970—1974 годы получил богословское образование в Богословском институте святого Иоанна Дамаскина и степень Бакалавра в области арабской литературы в Ливанском университете в Бейруте. В то же время преподавал катехизис в школах Триполийской епархии и в Ливанской патриаршей семинарии.
8 декабря 1974 года, в выпускной день, патриархом Антиохийским Илиёй IV был рукоположен в сан диакона. Вслед за этим был назначен помощником декана Богословского института святого Иоанна Дамаскина и студенческим префектом. В 1976 году митрополитом Тианским Пантелеимоном (Родопулосом) был рукоположен во пресвитера. Сохранил должности в Богословском институте святого Иоанна Дамаскина в период гражданской войны в Ливане, когда Богословский институт был эвакуирован в Салоники и затем возвращён на родину в 1980 году.
Между 1976 и 1980 годами прошёл курс магистра богословия в Университете Аристотеля в Салониках, а также сертификацию по литургике, византийскому искусству и библиотечному делу в Институте Балканских исследований. Вдобавок получил степень бакалавра по византийской музыке.
С 1980 по 1986 год находился на службе при Антиохийской патриархии в Дамаске, был проповедником и учителем в церковной школе, регентом и учителем музыки Дамасской епархии. В 1984 году был возведен в достоинство архимандрита патриархом Игнатием IV.
С 1987 по 1991 год служил архиерейским эпитропом в сирийской части Аккарской митрополии.
14 сентября 1992 года был рукоположен во епископа Едесского, викария Сан-Паульской митрополии, в помощь митрополиту Игнатию (Ферзли). По прибытии в Бразилию, приветствовал всё сирийско-ливанское сообщество, не делая различия между христианами и мусульманами, стремясь укрепить это единство как духовно, так и патриотически и христиан так и мусульман. Стремился быть отцом всех православных христиан, как арабов, так и бразильце, и при этом другом мусульман.
30 сентября 1997 году был назначен митрополитом Сан-Паульским.
В 2006 году был избран членом Центрального комитета Всемирного совета церквей и оставался в этой должности до 2013 года. По своей инициативе Бразильская митрополия Антиохийского патриархата присоединилась к MOFIC (Движение братства христианских церквей), представительству CONIC (Национального совета христианских церквей) в Сан-Паулу, тем самым укрепляя связи с Римско-католической церковью, особенно с католической архиепископией Сан-Паулу.